# Ordem de batalha durante a Batalha das Pirâmides

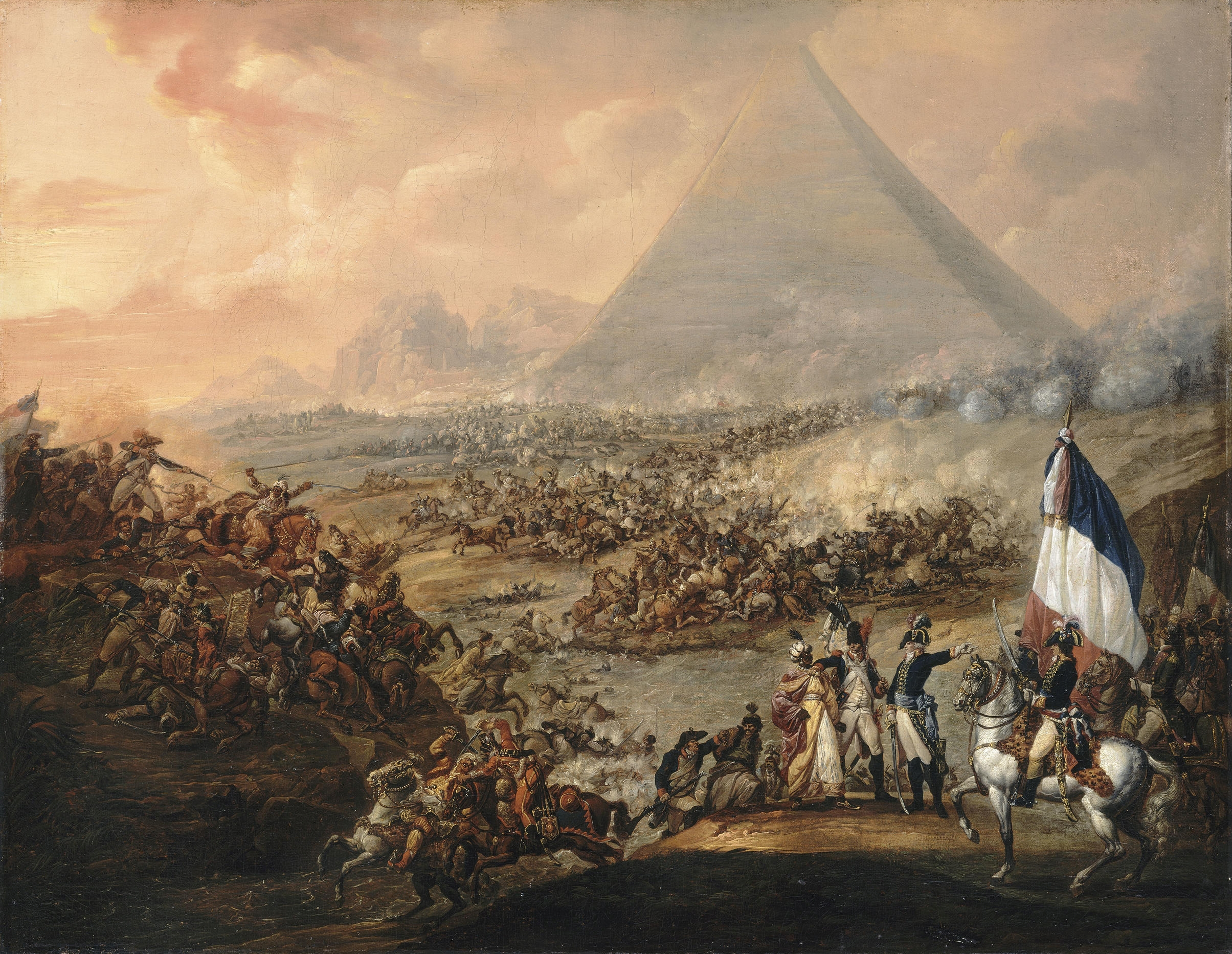
Batalha das Pirâmides por François Watteau, 1798-1799.

A seguir está a ordem de batalha das forças militares envolvidas na Batalha das Pirâmides, ocorrida em 3 de Termidor, Ano VI (21 de julho de 1798).

## Forças francesas

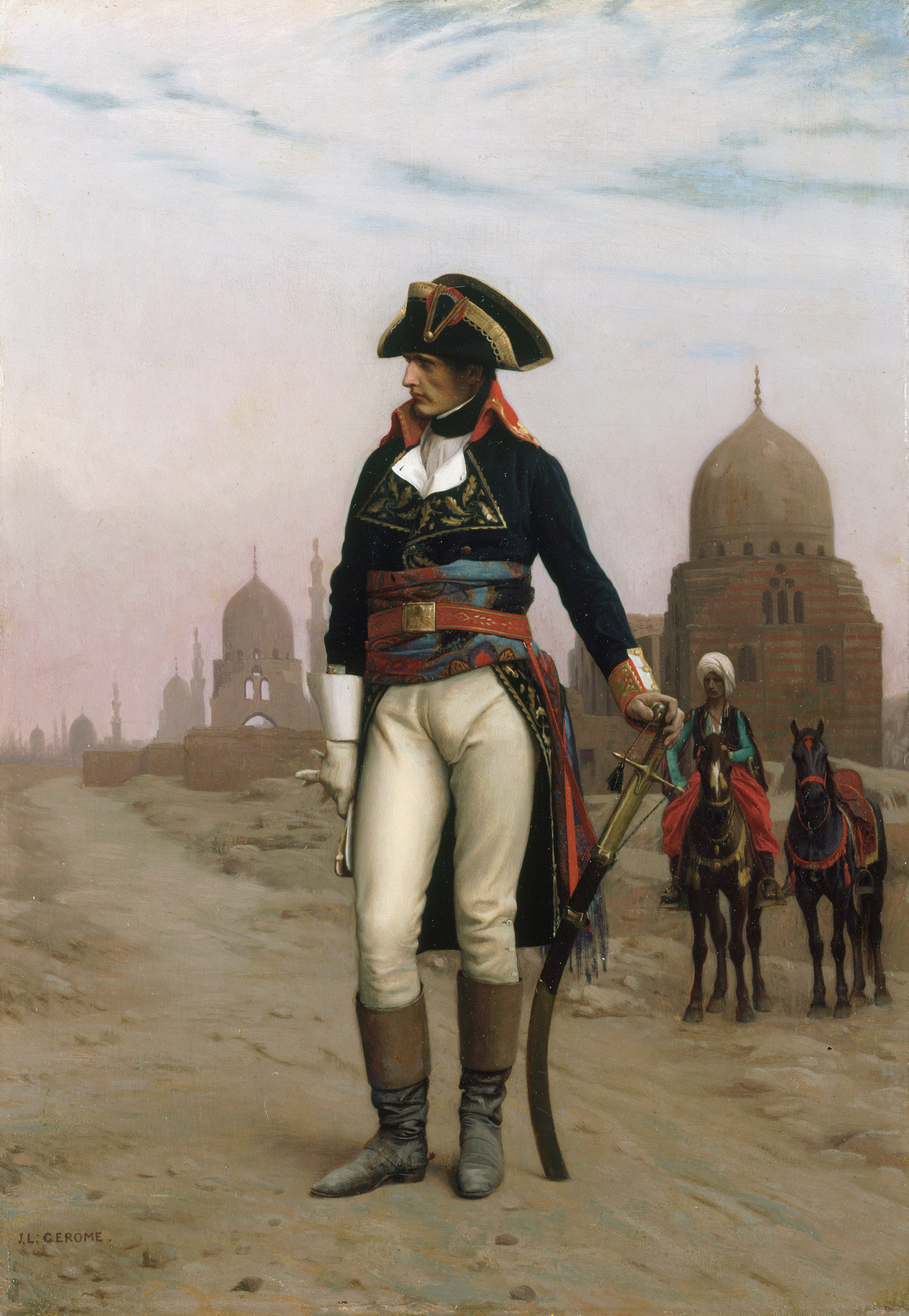
General Napoleão Bonaparte no Cairo, pintado por Jean-Léon Gérôme.

### Comando geral
- General-em-chefe: Napoleão Bonaparte comandando 21.000 homens
- Chefe do estado-maior: General Louis-Alexandre Berthier
- Subchefe do estado-maior: Pierre Joseph Bérardier Grézieu
- Comandando a cavalaria: Tomás Alexandre Dumas
- Comandando a artilharia: Elzéar-Auguste Primo de Dommartin
- Comandando a engenharia: Louis Marie Maximilien de Caffarelli du Falga
- Diretor das tripulações e pontes: Antoine François Andreossy

### 1ª Divisão
A 1ª Divisão foi comandada pelo General Charles François Joseph Dugua substituindo o General Jean-Baptiste Kléber)A 1ª Divisão forma um quadrado no centro do dispositivo francês:
- Chefe do estado-maior: General Laugier
- 1ª Brigada – General Jean Antoine Verdier
  - 2ª Meia-Brigada Leve (3 batalhões) - Chefe de brigada Paul Desnoyers
- 2ª Brigada – General Jean Lannes
  - 25ª Meia-Brigada (3 batalhões) – General Simon Lefebvre
  - 75ª Meia-Brigada (3 batalhões) - Chefe de brigada Antoine Maugras
- Brigada de Cavalaria Joachim Murat
  - 14º Regimento de Dragões (3 esquadrões) - Chefe de brigada Léopold Duvivier
  - 15º Regimento de Dragões (2 esquadrões) – General Barthélemi

### 2ª Divisão
A 2ª Divisão, conhecida como reserva, é comandada pelo General Louis André Bon.A 2ª Divisão forma-se à esquerda do dispositivo francês e apoia-se sobre o Nilo, perto da aldeia de Embabeh:
- Chefe do estado-maior: General François Valentin
- 1ª Brigada – General Auguste Frédéric Louis Viesse Marmont
  - 4ª Meia-Brigada Leve (2 batalhões) – General Jacques Zacharie Destaing
- 2ª Brigada – General Antoine-Guillaume Rampon
  - 18ª Meia-Brigada (3 batalhões) – General Jean Urbain Fugière
  - 32ª Meia-Brigada (3 batalhões) – General Dupuis

### 3ª Divisão
A 3ª Divisão é comandada pelo General Jean Louis Ebénézer Reynier.A 3ª Divisão forma um quadrado no centro do aparelho francês e está apoiada no Nilo:
- Chefe do estado-maior: General Julien Joseph François Bénigne Julhien
- Brigada – (ex-General Louis André Bon)
  - 9ª Meia-Brigada (3 batalhões) – General Édouard François Simon ou Henri Simon
  - 85ª Meia-Brigada (3 batalhões) – General Jean-Louis Davroux
- Brigada de Cavalaria
- 18º Regimento de Dragões (4 esquadrões) - General Joseph Thomas Ledée

### 4ª Divisão
A 4ª Divisão, a vanguarda, é comandada pelo General Louis Charles Antoine Desaix.
A 4ª Divisão forma a ala direita do dispositivo francês para a aldeia de Gizé:
- Chefe do estado-maior: General François-Xavier Donzelot
- 1 Brigada – General Augustin Daniel Belliard
  - 21ª Meia-Brigada Leve (3 batalhões) - Chefe de brigada Antoine Joseph Robin
- 2 Brigada – General Louis Friant
  - 61ª Meia-Brigada (3 batalhões) - Chefe de brigada Conroux
  - 88ª Meia-Brigada (3 batalhões) - Chefe de brigada Pierre Louis François Silly
- Brigada de Cavalaria – General Louis Nicolas Davout (substituiu o General François Mireur, desaparecido)
  - 22º Regimento de Caçadores Montados (3 esquadrões)
  - 20º Regimento Dragão (3 esquadrões)

### 5ª Divisão
A 5ª Divisão é comandada pelo General Honoré Vial substituindo o General Jacques de Menou de Boussay.A 5ª Divisão forma um quadrado no centro do dispositivo francês:
- Chefe do estado-maior: General François Rambeaud
- 1 Brigada - General Antoine Joseph Veaux
  - 22ª Meia-Brigada Leve – General François Chavardès[1]
- 2 Brigada –
  - 13ª Meia-Brigada - Chefe de brigada François-Joseph Augustin Delegorgue

### Artilharia
A artilharia é composta por:
- 42 bocas de fogo, a pé e a cavalo
- 6 forjas
- 6 couros de reposição
- 50 caixões engatados por 500 cavalos ou mulas

### Outras tropas
A estas tropas são adicionados:
- Os guias a cavalo
- Os guias a pé
- 1 batalhão de artilharia a pé
- 1 batalhão de sapadores
- 1 batalhão de mineiros-trabalhadores
- Elementos da Legião Náutica
- Elementos da Legião Grega
- 1 reserva de 2.600 homens sob o comando do General Joachim Murat
- 2 brigadas de cavalaria a pé de 1.500 homens cada sob o comando dos generais de brigada Joseph de Zajaczek e Antoine François Andréossy
- 15 barcos tripulados por 600 marinheiros sob o comando do Contra-Almirante Jean-Baptiste Perrée.

## Forças egípcias

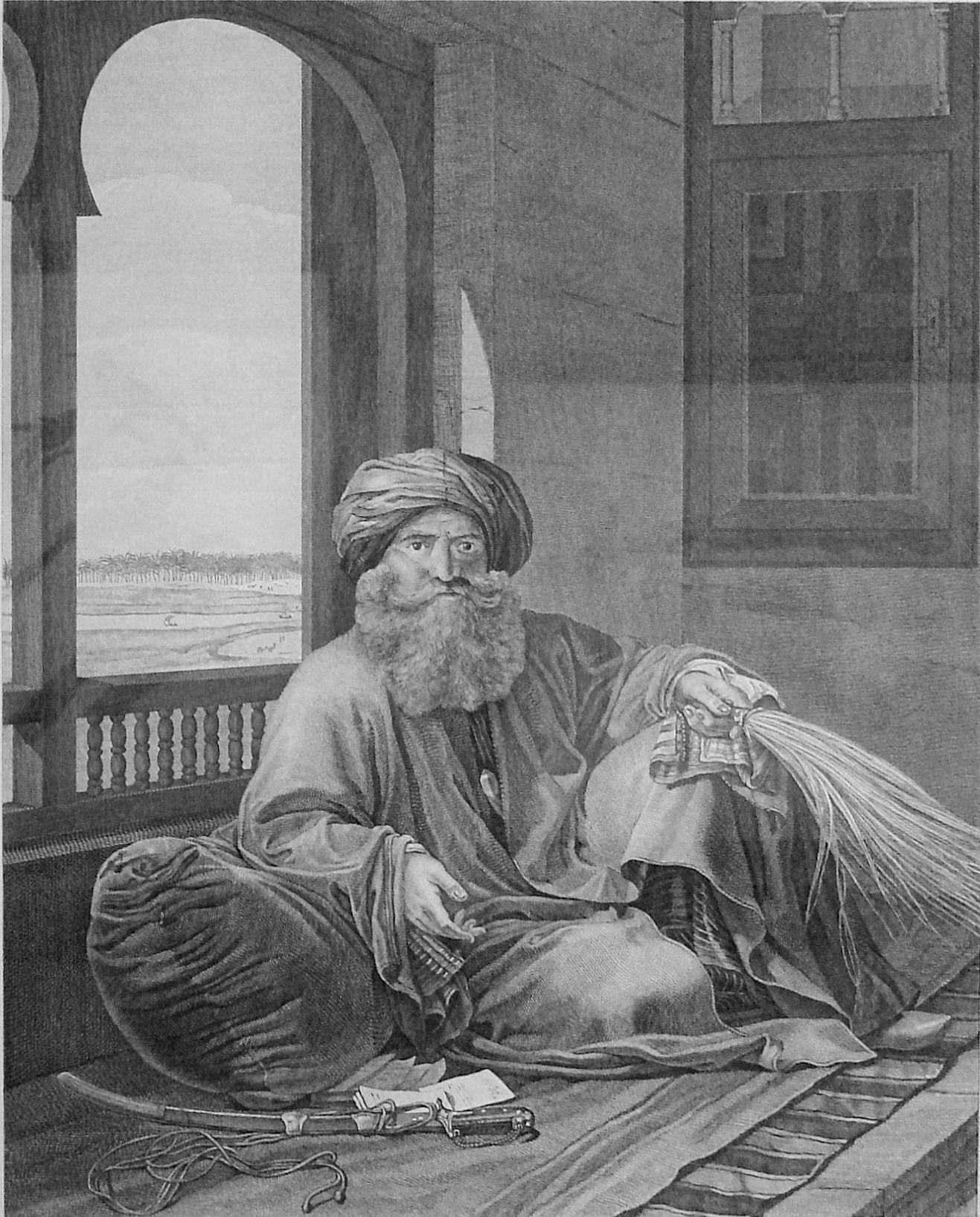
Mourad-Bey por André Dutertre em Descrição do Egito, 1809.

### Comando Geral
General-em-chefe: Mourad Bey comandando cerca de 50.000 homens.

### Direita
À direita do dispositivo egípcio, em frente à aldeia de Embabeh, na margem esquerda do Nilo, em frente a Boulaq:
- 20.000 janízaros, árabes e milícias do Cairo
- 40 canhões

### Centro
No centro do sistema egípcio:
- 6.000 mamelucos
- 15.000 infantes da infantaria irregular

### Esquerda
À esquerda do dispositivo egípcio, apoiando-se nas Pirâmides de Gizé:
- 10.000 soldados de infantaria

### Outras tropas
A estas tropas são adicionados:
- 60 barcos

## Artigos relacionados
- Campanha do Egito
- Batalha das Pirâmides